# Jelly Belly-Maxxis/Saison 2015
Dieser Artikel listet Erfolge und Fahrer des Radsportteams Jelly Belly-Maxxis in der Saison 2015 auf.

## Abgänge – Zugänge
| Zugänge                     | Team 2014                     | Abgänge         | Team 2015                   |
| --------------------------- | ----------------------------- | --------------- | --------------------------- |
| Lachlan Morton              | Garmin Sharp                  | Serghei Țvetkov | Androni Giocattoli-Sidermec |
| Gavin Mannion               | 5-Hour Energy                 | Luis Lemus      | Airgas-Safeway              |
| Joshua Berry                | Team SmartStop                | Ian Burnett     | Unbekannt                   |
| Alexandr Braico             | Tusnad Cycling Team           | Kirk Carlsen    | Karriereende                |
| Nicolae Tanovitchii         | Tusnad Cycling Team (2013)    | Devon Dunn      | Unbekannt                   |
| Angus Morton                | Drapac Porsche Cycling (2010) | Nic Hamilton    | Unbekannt                   |
| Eric Slack (ab 1. Juli)     | Neoprofi                      | Matthew Lloyd   | Unbekannt                   |
| Taylor Sheldon (ab 1. Juli) | 5-Hour Energy                 |                 |                             |

## Mannschaft
| Name                | Geburtstag        | Nationalität       |
| ------------------- | ----------------- | ------------------ |
| Joshua Berry        | 1. Dezember 1990  | Vereinigte Staaten |
| Alexandr Braico     | 5. März 1988      | Moldau             |
| Steve Fisher        | 22. Juni 1990     | Vereinigte Staaten |
| Johnathan Freter    | 17. März 1992     | Vereinigte Staaten |
| Gavin Mannion       | 24. August 1981   | Vereinigte Staaten |
| Sean Mazich         | 11. Mai 1986      | Vereinigte Staaten |
| Angus Morton        | 11. Juli 1989     | Australien         |
| Lachlan Morton      | 2. Januar 1992    | Australien         |
| Jacob Rathe         | 13. März 1991     | Vereinigte Staaten |
| Fred Rodriguez      | 3. September 1973 | Vereinigte Staaten |
| Taylor Sheldon      | 31. März 1987     | Vereinigte Staaten |
| Andrew Sjogren      | 23. Februar 1992  | Vereinigte Staaten |
| Eric Slack          | 9. Februar 1988   | Vereinigte Staaten |
| Nicolae Tanovitchii | 23. Dezember 1992 | Moldau             |
| Ben Wolfe           | 15. Juli 1993     | Vereinigte Staaten |